# 24601 Valjean
24601 Valjean (1971 UW) là một tiểu hành tinh, được phát hiện ngày 26 tháng 10 năm 1971 bởi Luboš Kohoutek ở Hamburg-Bergedorf.
Nó được đặt theo tên Jean Valjean, the main character ở Victor Hugo's Les Misérables, who was known as 24601 during his 19 năm in prison.